# سندرم پوتز-جگرز

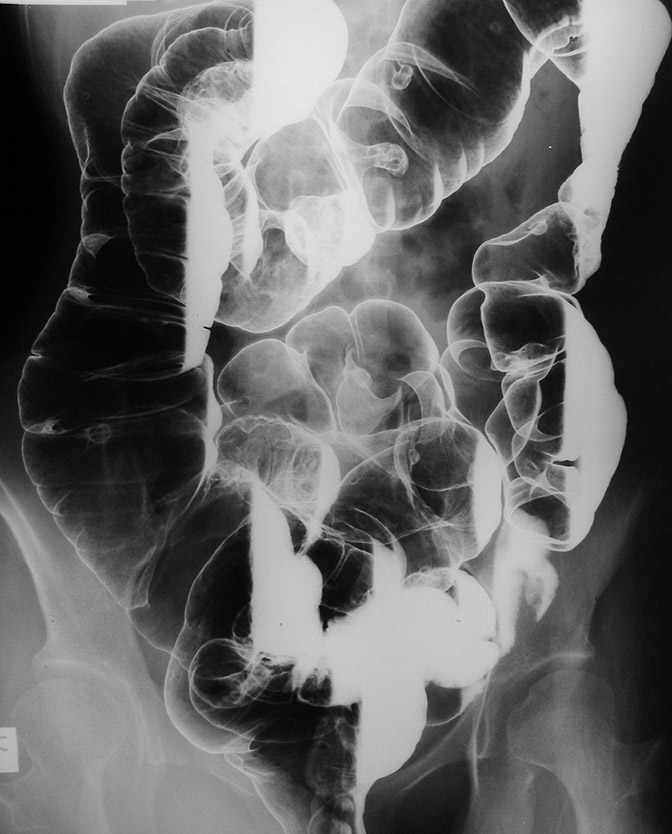
رادیوگرافی با تنقیه مادهٔ حاجب (باریوم) در یک بیمار مبتلا به سندرم پوتز-جگرز که پولیپ‌های متعدد (اغلب ساقه‌دار) و دست‌کم یک توده بزرگ در خم کبدی روده پوشیده‌شده با مادهٔ حاجب را نشان می‌دهد.

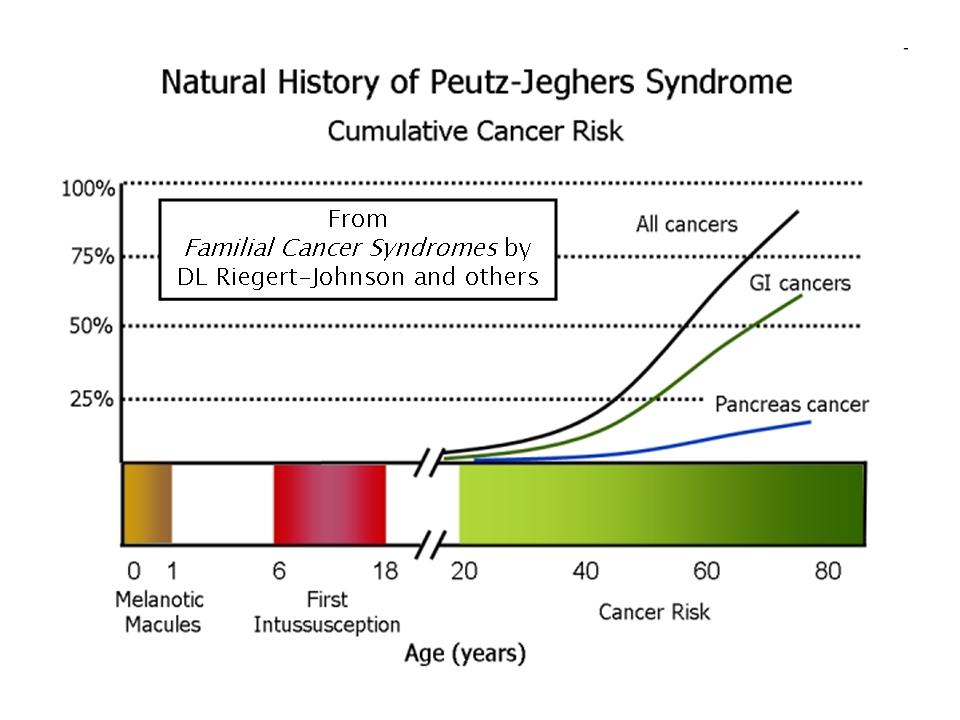
بیشتر افراد مبتلا به سندرم پوتز-جگرز تا سن ۶۰ سالگی به نوعی سرطان مبتلا خواهند شد.

سندرم پوتز-جگرز (انگلیسی: Peutz–Jeghers syndrome؛ تلفظ صحیح: پوتز-یِگرز) یک ناهنجاری ژنتیکی اتوزومال غالب است که مشخصه‌اش تشکیل پولیپ‌های هامارتوم در لوله گوارش و ماکول‌های رنگدانه‌دار پُررنگ (هایپرپیگمانته) در لب و مخاط درونی دهان (ملانوز) است. سندرم پوتز-جگرز یکی از انواع سندرم‌های پولیپوز روده‌ای و یکی از سندم‌های هامارتوم پولیپوز است. میزان بروز آن تقریباً ۱ در ۲۵٬۰۰۰ تا ۳۰۰٬۰۰۰ تولد است. این بیماری نامش را از پزشک هلندی یان پوتز و پزشک آمریکایی هارولد یگرز می‌گیرد که در دو زمان متفاوت، این بیماری را گزارش و توصیف کردند.

## علائم و نشانه‌ها
این افراد در معرض خطر قابل توجهی از سرطان، به ویژه سرطان پستان و سرطان‌های دستگاه گوارش هستند. سرطان روده بزرگ شایع‌ترین بدخیمی است که خطر مادام‌العمر آن در این افراد ۳۹ درصد است و پس از آن سرطان پستان در زنان با خطر مادام‌العمر ۳۲ تا ۵۴ درصد قرار دارد.
در افراد مبتلا به این سندرم، خطر ابتلا به سرطان کبد، سرطان ریه، سرطان پستان، سرطان تخمدان، سرطان رحم، سرطان بیضه، سرطان لوزالمعده و سایر احشا بدن نیز افزایش می‌یابد. به‌طور خاص، خطر بروز تومور استرومایی بند طناب جنسی همراه با لوله‌های حلقوی در تخمدان‌ها در این افراد افزایش دارد.
با توجه به افزایش خطر بروز بدخیمی‌ها، این افراد را باید مستقیماً از نظر پزشکی و سلامت تحت نظر گرفت.
میانگین سن تشخیصِ سندرم پوتز-جگرز در افراد مبتلا، ۲۳ سالگی است. غالباً نخستین تظاهر بیماری انسداد روده یا درهم‌روی روده ناشی از پولیپ هامارتومی دستگاه گوارش است. ماکول‌های پوستی مخاطی رنگدانه‌دار به رنگِ آبی تیره، قهوه‌ای و سیاه در بیش از ۹۵ درصد افراد مبتلا به سندرم پوتز-جگرز وجود دارند.
ضایعات رنگدانه به‌ندرت در بدو تولد وجود دارند، اما غالباً پیش از ۵ سالگی ظاهر می‌شوند. ماکول‌ها ممکن است در دوران بلوغ محو شوند. ماکول‌های ملانوسیتی پوست، بدخیم نمی‌شوند.
عوارض مرتبط با سندرم پوتز-جگرز شامل انسداد روده یا درهم‌روی روده است که در ۶۹ درصد از بیماران، معمولاً در سنین ۶ تا ۱۸ سالگی رخ می‌دهد، اگرچه غربالگری بر آنها مورد بحث است. کم‌خونی نیز به دلیل خونریزی پولیپ‌ها در دستگاه گوارش شایع است.

## تشخیص
معیارهای اصلی تشخیص بالینی عبارتند از:
1. داشتن سابقه خانوادگی
2. ضایعات مخاطی-جلدی
3. پولیپ‌های هامارتومی (عروقی)

برای تشخیص بیماری، فرد باید دست‌کم دو مورد از سه مورد فوق را داشته باشد. البته باید توجه کرد که علائم دهانی سندرم پوتز-جگرز در بیماری‌های دیگری چون بیماری آدیسون، نشانگان مک‌کین–آلبرایت و غیره هم دیده می‌شود و اینها را باید تشخیص‌های افتراقی قرار داد. حدود ۹۰–۱۰۰٪ بیماران مبتلا، دچار جهش ژن STK11/LKB1 هستند که امروزه آزمایش ژنتیک خاصی برای تشخیص آن در دسترس است.

## مدیریت درمان
برداشتن پولیپ فقط در صورت خونریزی جدی یا درهم‌روی روده لازم است. برش دادن روده برای برداشتن ندول‌های‌های بزرگ و منفرد انجام می‌شود. بخش‌های کوتاهی از روده را که به شدت درگیر هستند می‌توان با جراحی برداشت.

## پیش‌آگهی
بیشتر بیماران در سال نخست زندگی لکه‌های صاف و قهوه‌ای رنگ (ماکول‌های ملانوتیک) روی پوست، به‌ویژه روی لب‌ها و مخاط دهان دارند و نخستین انسداد روده بیمار به دلیل درهم‌روی روده معمولاً بین سنین ۶ تا ۱۸ سالگی رخ می‌دهد. خطر تجمعی سرطان در طول زندگی در میانسالی رو به افزایش می‌گذارد. خطرات تجمعی تا سن ۷۰ سالگی برای همه سرطان‌ها، سرطان‌های دستگاه گوارش و سرطان لوزالمعده به ترتیب ۸۵، ۵۷ و ۱۱ درصد است.
یک مطالعه هلندی در سال ۲۰۱۱، ۱۳۳ بیمار را به مدت ۱۴ سال مورد بررسی قرار داد. خطر تجمعی سرطان در سنین ۴۰ و ۷۰ سالگی به ترتیب ۴۰٪ و ۷۶٪ بود. ۴۲ نفر (۳۲٪) از بیماران در طول مطالعه فوت کردند که ۲۸ نفر (۶۷٪) مربوط به سرطان بودند. این افراد در سن میانگین ۴۵ سالگی فوت کردند. مرگ‌ومیر در مقایسه با جمعیت عمومی افزایش یافته بود.